# Outlander
Outlander – niemiecko-amerykański film z gatunku science fiction z 2008.

## Fabuła
James Caviezel wciela się w postać Kainana, elitarnego żołnierza pochodzącego z innego świata. Podczas nieudanej misji Kainan zostaje zmuszony do awaryjnego lądowania na błękitnej planecie wśród majestatycznych pejzaży norweskich fiordów, w czasach panowania wikingów. Szybko okazuje się, że rozbity statek to jego najmniejszy problem, z wnętrza wraku wydostała się bowiem odrażająca bestia. Kainan wie, że nie będzie w stanie sam powstrzymać monstrum i musi sprzymierzyć się z wikingami.

## Obsada
- James Caviezel jako Kainan
- Sophia Myles jako Freya
- Jack Huston jako Wulfric
- Ron Perlman jako Gunnar
- John Hurt jako Rothgar
- Aidan Devine jako Einar
- Ted Ludzik jako Olaf
- Katie Bergin jako Sonja
- Cliff Saunders jako Boromir
- James B. Rogers jako Bjorn
- Todd Sandomirsky jako Shishkebob
- Bailey Maughan jako Erick
- Scott Owen jako Aethril
- Ricardo Hoyos jako Jon
- Patrick Stevenson jako Unferth
- Matt Cooke jako kapitan
- Liam McNamara jako Finn
- John Nelles jako Donal
- Owen Pattison jako Galen
- John Beale jako Edmund

- Czytał Jacek Brzostyński[1]

## Informacje dodatkowe
- Film kręcono w Halifaksie, nad jeziorem Kinsac, nad rzeką Nine Mile, w parku Oakfield (Nowa Szkocja, Kanada), Little Port, Frenchman’s Cove, nad Zatoką Wysp, w Parku Narodowym Gros Morne (Nowa Fundlandia i Labrador, Kanada) oraz w Mardalsfossen (Norwegia).
- Zdjęcia do filmu kręcono od 16 października 2006 do 5 stycznia 2007.
- Reżyser Howard McCain początkowo napisał nowoczesną wersję epickiego poematu o Beowulfie, ale nie mógł znaleźć na nią finansów, więc ją zmienił i tak powstał film.
- Jest to pierwszy film w historii, w którym użyto starego języka norweskiego – praktycznie wymarłego. Howard McCain poprosił o pomoc islandzkiego profesora, aby pomógł mu tłumaczyć dialogi i nauczyć aktorów, jak mają posługiwać się tym językiem.